# Rio Jaguaricatu
Der Rio Jaguaricatu ist ein etwa 65 km langer linker Nebenfluss des Rio Itararé im Osten des brasilianischen Bundesstaats Paraná.

## Etymologie
Der Name Jaguaricatu kommt von dem Tupi-Wort yaguara'y'catú (deutsch: Fluss des guten Jaguars), wobei yaguara Jaguar bedeutet, y für Fluss steht und catu gleichbedeutend mit gut ist. 

## Geografie

### Lage
Das Einzugsgebiet des Rio Jaguaricatu befindet sich auf dem Segundo Planalto Paranaense (Zweite oder Ponta-Grossa-Hochebene von Paraná).

### Verlauf
Sein Quellgebiet liegt auf der Grenze zwischen den beiden Munizipien Jaguariaiva und Sengés auf 918 m Meereshöhe etwa 40 km südlich des Hauptorts von Sengés.
Der Fluss fließt in nördlicher Richtung in etwa parallel zum Grenzfluss Rio Itararé, der Paraná und den Staat São Paulo voneinander trennt. Er bildet auf seinen ersten drei Kilometern die Grenze zwischen den beiden Munizipien. Er mündet auf 573 m Höhe von links in den Rio Itararé. Er ist etwa 65 km lang.

### Munizipien im Einzugsgebiet
Am Rio Jaguaricatu liegen die zwei Munizipien Jaguariaiva und Sengés. Er mündet gegenüber dem Munizip Itararé im Staat São Paulo. 